# Санта-Мария-де-Эмереш
Санта-Мария-де-Эмереш (порт. Santa Maria de Emeres)  —  район (фрегезия) в Португалии,  входит в округ Вила-Реал. Является составной частью муниципалитета  Валпасуш. По старому административному делению входил в провинцию Траз-уж-Монтиш и Алту-Дору. Входит в экономико-статистический  субрегион Алту-Траз-уш-Монтеш, который входит в Северный регион. Население составляет 519 человек на 2001 год. Занимает площадь 16,68 км².